# Château fort de Sousceyrac
 (juin 2023).
 (septembre 2021).
Si vous disposez d'ouvrages ou d'articles de référence ou si vous connaissez des sites web de qualité traitant du thème abordé ici, merci de compléter l'article en donnant les références utiles à sa vérifiabilité et en les liant à la section « Notes et références ».
Le château de Sousceyrac est un château-fort dans la commune de Sousceyrac dans le département du Lot, en France, aujourd’hui détruit.

## Historique

### Moyen-Âge

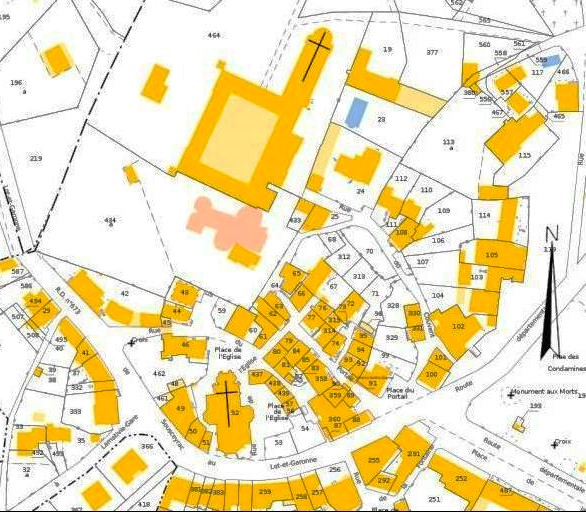
Plan Cadastral de 2017:
Voici l'emplacement du château de Sousceyrac

D'après l'Histoire populaire du Quercy. Des origines à 1800 de L. Saint-Marty, publié en 1820, les grands établissements ecclésiastiques, abbayes et monastères, cherchent à s'assurer des défenseurs en inféodant l'obligation d'aide militaire en cas de besoin. De telles mesures sont prises par l'abbaye Saint-Sauveur de Figeac : « pour défendre, les seigneurs de Calmont, ou Calmont d'Olt , près d'Espalion, avaient reçu Sousceyrac, Saint-Constans près de Maurs, et en Rouergue, Bouillac , Balaguier et Port-d 'Agrès. À cet égard, s'ils en étaient requis, ils devaient fournir cent hommes armés à cheval, ce qui montre l'importance des fiefs qu'ils avaient reçus ».
Le château de Sousceyrac, bâti sur un terrain rocheux, comprend dans sa partie ouest, trois tours rondes et une carrée coiffée de lauzes de schiste. Vers la partie supérieure de l'enceinte, il y a une loggia avec terrasse, et toit de tuiles romaines. Ene effet, la plupart des châteaux de la féodalité ont conservé cet élément d'architecture propre aux villas de l'époque gallo-romaine. Sur les terres froides du Ségala lotois, la loggia offre en toutes saisons un bel ensoleillement, ainsi qu'un réel agrément, à côté du verger et du parc, situé à l'intérieur des remparts du village fortifié.
Après un examen approfondi du plan de la localité de Sousceyrac en 1816 et du tableau du peintre de Lagaye (préciser le nom exactement écrit, le prénom et éventuellement les dates, l'œuvre peut être librement photographiée), daté de 1855, nous savons depuis peu que le bâtiment représenté par un quadrilatère barré d'une croix, dont nous pensions qu'il représentait une maison, s'avère en fait être la tour de guet et le donjon du château. À proximité de celui-ci, une construction avec tour ronde, greffée sur le mur d'enceinte, indique la poterne ou galerie permettant de faire des sorties, à l'est du village. Il s'agit de l'emplacement de l'immeuble La Terrasse, qui devint une auberge au XVIIIe siècle.
Pendant la guerre de Cent Ans, le château de Sousceyrac est attaqué à plusieurs reprises par les grandes compagnies anglaises qui combattent en France durant cette période, et qui, en temps de paix, pillent et rançonnent le pays.
Pourvu de deux portes fortifiées avec herse et pont-levis, la porte Notre-Dame du Portail et la porte Saint-Antoine, surplombant les fossés, le château et le village de Sousceyrac résista à ses assaillants, jusqu'à ce que Charles VII chasse les Anglais de la Guyenne.

### De l'époque moderne à nos jours
À partir de 1502, les guerres de Religion, entre les catholiques et les calvinistes raniment l'opposition féodale à la royauté, mais après la révocation de l'édit de Nantes, la révolte des Protestants se manifeste en Auvergne, dans le Rouergue et le Quercy..
Après 1500, le château et le village, successivement aux mains des seigneur de Clermont, de Castelnau-Bretenoux et de Luynes, ainsi que les places fortes du Haut-Quercy, sont exemptes d'attaques et de troubles.
À la révolution, sur les remparts démantelés du village est tracée la route de Saint-Céré à Aurillac par Laroquebrou. Le XIXe siècle voit la construction du couvent des Ursulines sur l'emplacement du château. En 1870, ses quatre tours sont en ruines et le donjon, à moitié détruit, est de temps à autre visité par les enfants du bourg.

## Description
C'était un château de plan rectangulaire flanqué de quatre tours, une carrée et trois rondes coiffées de toitures en poivrière couvertes de lauzes de schiste. Le château fut abîmé lors de la guerre de Cent Ans et fut restauré ensuite au XVe siècle. Les détails du château ne peuvent être connus puisque le château est détruit. Il y a juste le cadastre napoléonien et la peinture de de Laguay[réf. nécessaire] qui peuvent nous indiquer le style du bâtiment donc style XVe siècle. Il pouvait s'apparenter au château de Grugnac.